# 克利加巴林
克利加巴林（英語：Crisugabalin，研发代号：HSK16149），商品名思美宁，是一种选择性GABA类似物，正在开发用于治疗慢性疼痛。它的治療指數比作用机制相似的普瑞巴林更广。该药物由海思科医药集团研发，于2024年5月在中国大陆获批用于治疗糖尿病性周围神经病理性疼痛，7月获批第二个适应症带状疱疹后神经痛。在美国，该药物已于2023年进入III期临床试验阶段。该药物可与食物同服或空腹服用。
克利加巴林的作用机制尚不明确。